# Elionor de Guzmán
Elionor de Guzmán (Sevilla, 1310 - Talavera de la Reina, 1351) fou una noble castellana amant d'Alfons XI de Castella, amb qui va tenir el futur Enric II de Castella, fundador de la dinastia Trastàmara. Senyora de Medina Sidonia, era filla del noble castellà Pere Núñez de Guzmán, descendent de sant Domènec de Guzmán, i de Joana Ponce de León i Meneses, besneta del rei Alfons IX de Lleó.

## Orígens
Trastàmares, Àustries i Borbons i cases nobiliàries com Alba, Medinaceli i Nájera, provenen del fèrtil ramatge sorgit d'Elionor de Guzmán, una dona singular lliurada als braços del vencedor del Salado i conquistador d'Algesires, Alfons XI. «en fermosura la mas apuesta muger que auia en el reyno» diuen els cronistes, que així justifiquen el foll amor que per ella sentí durant vint anys, fins a la seva mort, un dels més preclars reis de la conquista cristiana; que visqué amb ella públicament i l'acastellanà en el més alt del regne; que donà, en fi, a la seva llarga estirp bastarda el mateix tractament que al seu legítim hereu, Pere I El Cruel, fill del seu matrimoni amb Maria de Portugal i de Castella.
Quan Elionor nasqué, Castella travessava una important crisi; el seu rei era un infant, Alfons XI, d'edat semblant a ella; al cap de l'estat es trobava una dona excepcional, Maria de Molina, àvia i tutora del monarca. Com solia ocórrer en aquestes circumstàncies, el rei vivia agitat per les bandes que tractaven de treure partit de la minoria reial i la tutora havia de tindre la mà ferma per a conservar-lo per al seu net, enfront de les pretensions dels seus parents i també tutors reials l'infant Felip, Joan Manuel de Castella i Joan el Borni. La mort de la regenta, el 1321, obrí la caixa de Pandora i Alfons, que només tenia onze anys, es trobà envoltat de les intrigues dels seus cotutors i en general del caos del regne: «en cap lloc del regne es feia justícia –diu la crònica— i arribà a tal estat que els individus no gosaven sortir sols als camins sinó armats i en grups per a poder defensar-se dels lladres». A aquesta dramàtica realitat, no hi era aliena Sevilla, la vila on va néixer Elionor, que «era de pocs dies més que el rei»>, i en aquesta va créixer i des d'aquí es va estendre la fama de la seva bellesa, cantada pels cronistes i l'incomplet romanç alfonsí i d'aquests caldrà fiar-se en ser, pràcticament, inexistent la seva iconografia. Només la rústica pedra cisellada d'un capitell de la catedral de Lleó – on apareix ella junt amb Alfons i el bisbe Ocampo — dona alguna pista vers la seva imatge. Fos el que fos el patró estètic d'Elionor, el cert és que el 1327 Alfons s'enamorà d'ella només en veure-la a la presa d'Olvera (Jaén) l'any 1528, poc després del seu matrimoni amb Maria de Portugal. Ella s'hi trobava amb la seva germana, perquè ambdues havien seguit la campanya dels seus marits, respectivament, el cavaller Juan de Velasco, amb qui s'havia casat molt jove com era habitual a l'època i l'adalil Enrique Enríquez.

## Un rei seductor
La mútua correspondència amorosa arribaria dos o tres anys després, quan Elionor, ja vídua, acudí a un sarao a l'Alcàzar sevillà. La trobada de Sevilla ocorregué el 1330, i a partir de llavors Elionor es convertí en l'epicentre de la vida d'Alfons: «E otrosi el rrey fiava mucho della, ca todas las cosas que se avien de facer en el rreyno todas pasavan sabiendolo ella, e no de otra manera por la fianca que el rrey ponia en ella». Maria, l'esposa, portava la corona, però era Elionor, l'amant, la que influïa en certes decisions d'Alfons, transmetent-li consells i suggeriments, rebent ambaixadors i animant-lo en les empreses guerreres. No obstant el seu poder, Elionor feu sempre un exercici de seny, mantenint-se sempre en el pla que Alfons li havia assignat.

## Exemple de prudència
Un exemple de la seva prudència i cautela és la seva conducta davant del pla ordit per en Joan Manuel per acréixer el seu poder a l'ombra de la favorita. Després del naixement del seu primer fill –Pere Alfons de Castella, senyor d'Aguilar de Campoo—, en Joan Manuel, tan bon escriptor com intrigant i ambiciós, li proposà desplaçar la reina Maria, accedir al tron i convertir el seu fill en hereu de la corona. Elionor refusà l'oferta, evitant un greu conflicte amb Portugal, el rei del qual, Alfons IV, no cessava d'amenaçar el monarca castellà –el seu nebot i gendre--, a causa de la pública postergació que vivia la seva filla, la reina Maria.
I així, sempre. Per tant, si pogués ser cert que fou usurpadora de la voluntat del rei –com es queixava en Joan Manuel en carta dirigida al rei d'Aragó— no hi ha constància d'una utilització malèvola de la seva influència, ni tan sols en el cas de la designació de mestre de l'orde d'Alcántara, que ella reclamà per al seu fill Frederic i que, davant la minoria d'edat d'aquest, recaigué en el seu germà Alfons Menéndez de Guzmán, un valerós cavaller que moriria en el setge d'Algesires.

## Sempre al costat del rei

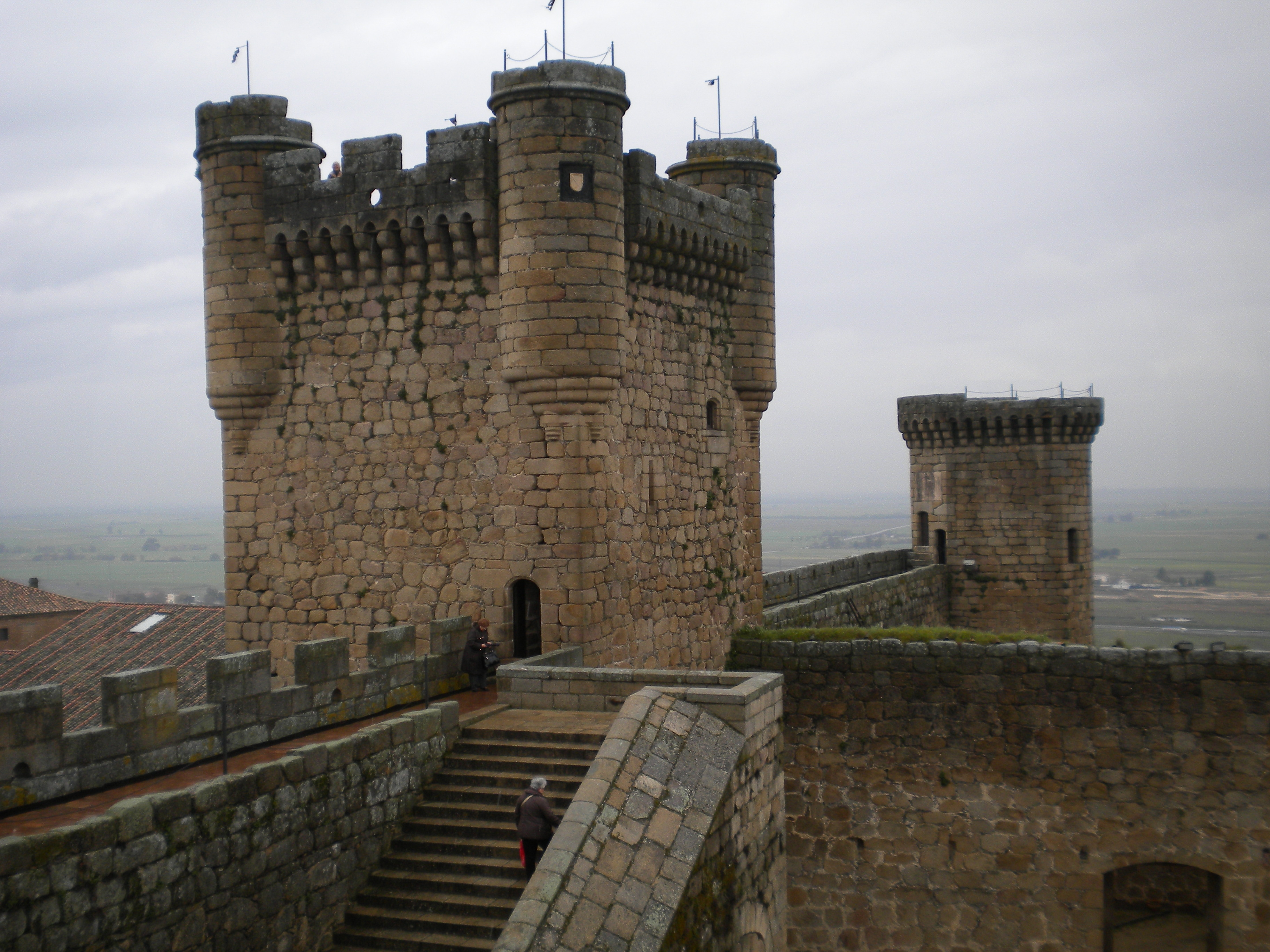
Castell d'Oropesa, on mitjançant Elionor el rei implantà una rendible fira

En la vida d'Elionor, el més clar i constant és la seva contínua presència al costat del rei Alfons XI. La millor prova n'és la seva desbordant maternitat, però, també, la seva presència en totes les eventualitats importants del regnat: alliberament de Tarifa, corts a Burgos i Alcalà, conquesta d'Algesires i el desgraciat setge de Gibraltar, on Alfons trobà la mort, sense oblidar, donada l'especial significació que tingué per a la corona de Castella, la presa de possessió en el camp d'Arriaga del senyoriu d'Àlaba, on Alfons instituí, a instàncies de la mateixa Elionor, l'orde de la Banda. Vint anys compartint amb Alfons la tenda de campanya coronada amb el penó morat de Castella i voltant amb la seva contínua gravidesa pels polsosos camins del regne.

Una presència que, també, la feu viure i sofrir els moments dolorosos del regnat, com la pèrdua de Gibraltar el 1333, i l'enfonsament de l'esquadra de l'almirall Jofre, desastre que Benet XII atribuí a la seva presència al costat d'Alfons, al qual va escriure des d'Avinyó: 
| « | <Examina la teva consciència i mira si no et parla gens vers aquesta concubina amb qui fa tant de temps estàs endimoniadament enganxat en detriment de la teva salvació i de la teva glòria> | » |

Opinió maniquea, perquè darrere la caiguda de Tarifa, el mateix rei acompanyat per la mateixa favorita, era comparat a David enfront dels filisteus i declarat pel papa primus inter pares del catolicisme.

Durant vint anys va estar Elionor al costat del rei Alfons, gaudint del seu amor, poder, riqueses, influències, vassallatge i, també, sofrint al seu costat, fins a la matinada del 26 de març de 1350, quan Alfons el Justicier, rei de Castella i Lleó, de Toledo, de Galícia, d'Algesires i d'altres terres i senyorius, moria a causa de la pesta contreta en el setge de Gibraltar: 
| « | <Et fue la voluntad de dios que el rey adoleció et ovo una lendre> | » |

## Elionor davant el seu destí
El seu vassall predilecte, padrí d'un dels seus fills, i fidel amic fins llavors, Alonso Fernández Coronel, la posà davant el seu destí quan la comitiva fúnebre arribà a Medina Sidonia i li demanà que en cerqués una altra per governar aquell senyoriu, ja que no pensava continuar fent-ho. A aquestes circumstàncies pertany la famosa frase d'Elionor, recollida pels historiadors com a inici del seu calvari:
| « | <En verdad, compadre amigo, en fuerte tiempo me aplazaste la mi villa, non sé agora quien por mi la quiere tener> | » |

A l'angoixa d'Elionor, s'hi afegí el dol i la pena per Alfons, la defecció del seu amic, preludi de les que se succeirien i confirmació de la seva caiguda en desgràcia. en aquestes circumstàncies escriu a Pere IV d'Aragó demanant-li ajuda: 
| « | <Señor, yo la desauenturada et ssin ventura que non deuiera nacer...assi que yo et mios fijos estamos en grand tribulacion et gran peligro...> | » |

Pere El Cerimoniós li respongué amb bones i respectuoses paraules, però ben poc degué fer en la seva defensa perquè quan la carta arribà a les seves mans, el juliol de 1350, ja restava reclosa en una dependència de l'Alcàzar. En aquest punt Juan Alfonso de Albuquerque, el privat del nou rei, va prometre a Elionor protecció i seguretat si retia homenatge a Pere I de Castella, però la promesa era un parany i només arribar a l'Alcàzar sevillà va ser feta presonera i gran part del seu patrimoni va ser confiscat.

## L'última jugada

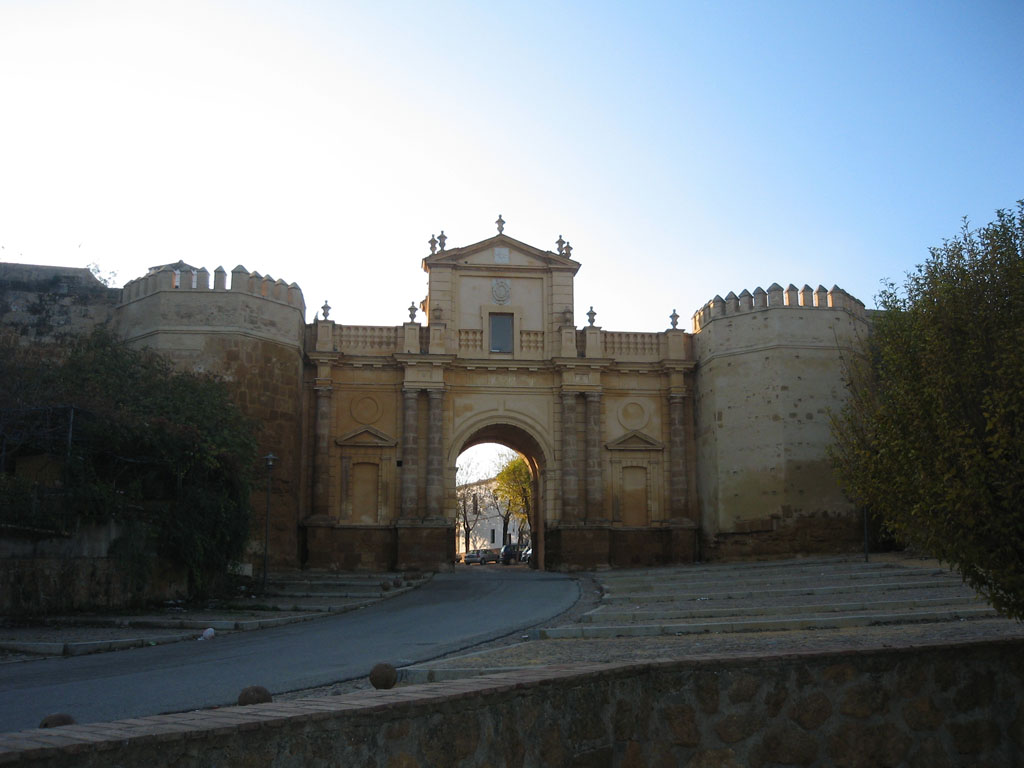
Castell de la puerta de Còrdova, on fou empresonada per primera vegada Elionor de Guzmán

Malgrat la seva desventura, Elionor encara tingué forces suficients per a enfrontar-se als seus enemics i, amb un cop d'astúcia, saltant les barreres que l'encerclaven, ordí que el seu fill Enric (Enric II de Castella) consumés el seu matrimoni amb Joana Manuel. Era una poderosa aliança a la qual aspiraven moltes cases reials i, en especial, la reina Maria, que desitjava casar la filla de Joan Manuel amb el seu fill Pere, el ja rei de Castella.
Aquella jugada mestra cegà d'ira la reina mare i tancà tota via negociadora. La presonera fou traslladada al castell de la porta de Còrdova, a Carmona. Allà sofrí un aïllament total, i li restaren prohibides, fins i tot, les visites dels seus fills.
Carmona fou la penúltima estació del via crucis d'Elionor, abans d'emprendre amb la comitiva reial el seu últim viatge, suposadament, a Valladolid. A Llerena (Badajoz), tingué lloc el dolorós encontre amb el seu fill Frederic, mestre de l'orde de Santiago. En reprendre el camí, la reina María ordenà que la presonera fos conduïda a Talavera de la Reina, on fou assassinada per un esbirro reial, un tal Alonso de Olmedo, en els primers dies de març de 1351.
| « | <de què li'n valgué el favor passat? de quin profit li fou un rei tant amic? de què tanta multitud de fills? | » |

es pregunten els historiadors.

## On descansa Elionor?
Certament, es desconeix on reposa Elionor. A finals del segle xix, en l'església Conventual de Talavera de la Reina aparegueren unes restes procedents del desaparegut Alcàzar que foren atribuïdes a Elionor, però, per altra banda, existeix documentació precisa per la qual Joana Manuela, nora d'Elionor i ja reina de Castella per estar casada amb Enric de Trastàmara, ordena reconstruir una de les capelles del llavors ja convent de Tordesillas perquè fos enterrada allà la mare del rei, N'Elionor; però no existeixen restes que ho verifiquin. Un destí incert el de la sepultura d'Elionor, que comparteix amb el que fou el seu més gran enemic i consogre, en Joan Manuel, també desapareguda. D'aquesta manera, juga a voltes la història amb les persones que l'escriuen.

## Poderosos enemics
Els grans enemics d'Elionor es troben en la mateixa cort, molt propers a ella i cadascú ho era per motius molt diversos: en Joan Manuel per ambició, Alburquerque per motius polítics i enveja, i Maria, la reina, per gelosia.
Príncep de les lletres castellanes i un dels nobles més poderosos i rics de tots els regnes hispànics des de finals del segle xiii a mitjans del XIV, en Joan Manuel visqué obsessionat pel manegament de Castella. Així ho intentà –fou dipositari del segell reial— en la minoria del rei i així va pretendre fer-ho durant el regnat, mitjançant el matrimoni de la seva filla Constança Manuel amb Alfons; però, en trencar-se el compromís, intrigà vers la cort per no perdre i fer créixer el seu poder i riquesa. Temptà Elionor, però amb la fortalesa d'aquesta, es convertí en el seu més gran enemic i cercà tota ocasió de ferir-la i apartar-la del rei, considerant-la un obstacle insalvable en les seves pretensions.
Passat el temps, l'intel·ligent i polític autor d'El conde de Lucamor, pacta en secret amb la favorita el matrimoni de la seva filla Joana Manuela amb el fill d'aquella Enric de Trastàmara. Era, sens dubte, una poderosa unió, malgrat que ningú en aquell temps podia imaginar que arribaria a regnar sobre Castella i implantaria una nova dinastia, la Trastàmara, que forjaria la unitat d'Espanya i les seves naus arribarien al Nou Món. El singular i intrigant Joan Manuel, que assolí perpetuar-se amb la seva exquisida escriptura, aconseguí en part els seus somnis, perquè assolí, per mitjà de les seves filles Constança i Joana que la seva estirp regnés a Portugal i Espanya.
Alburquerque morí enverinat per ordre de Pere el Cruel, quan capitanejava, al costat dels bastards que tant havia odiat, els exèrcits que tractaven de convèncer-lo perquè respectés el seu matrimoni amb Blanca de Borbó i deixés la seva amant Maria de Padilla. Aquest tèrbol personatge havia estat el munyidor tant del matrimoni de Pere amb Blanca com dels seus amors amb Maria, en el que es pot considerar el seu més greu error polític i personal.
És inimaginable el sofriment, humiliació i odi que degué acumular Maria de Portugal, esposa legítima d'Alfons XI i reina de Castella, davant els vint anys que Elionor de Guzmán passà al costat d'Alfons. Havia arribat a Castella amb a penes quinze anys i quan l'abandonà, trenta anys més tard, portava sobre ella les afrontes conjugals d'Alfons, el dolor del cruel regnat del seu fill –ella fou testimoni directe a Toro del degollament de diversos cavallers— i el remordiment de l'assassinat de la seva rival, Elionor, un dels pocs exercicis de la seva reialesa.
Potser les seves úniques alegries foren la de la seva coronació a Burgos junt a Alfons com a reis de Castella i Lleó i donar a llum l'hereu de la corona, quan la cort només tenia ulls per a Elionor i els seus fills. Podia haver estat una gran reina, mes la passió d'Alfons per la Guzmán li ho impedí, la mateixa passió que la portà a ella a acumular dintre seu el rancor i l'odi vers la favorita que havia acaparat l'amor del seu marit i que la portaren a ordenar la seva presó en l'Alcàzar de Sevilla, després a Carmona i, per acabar, la seva execució a Talavera.
Es diu que, en la seva marxa a Portugal, maleí el rei que havia portat en les seves entranyes i que, ja allà, el seu pare o el seu germà ordenaren enverinar-la per tindre amors amb un cavaller anomenat Martín Tello.

## Espanya als seus peus
A la mort d'Elionor, els seus vuit fills semblaren acceptar el seu tràgic final i conservar les seves rendes i influències amb convivència amb el rei, que, fins i tot, propicià la boda de la seva germanastra Joana –única filla d'Elionor-- amb el cavaller Ferran de Castro i admetre la boda –ja estaven promesos en vida d'Elionor—de Tello amb Joana, filla de Juan Núñez de Lara, senyor de Biscaia.
Qui provocà la ruptura?, Pere amb la seva conducta irregular o l'ambició d'Enric, alimentada pels desequilibris del seu germanastre?.

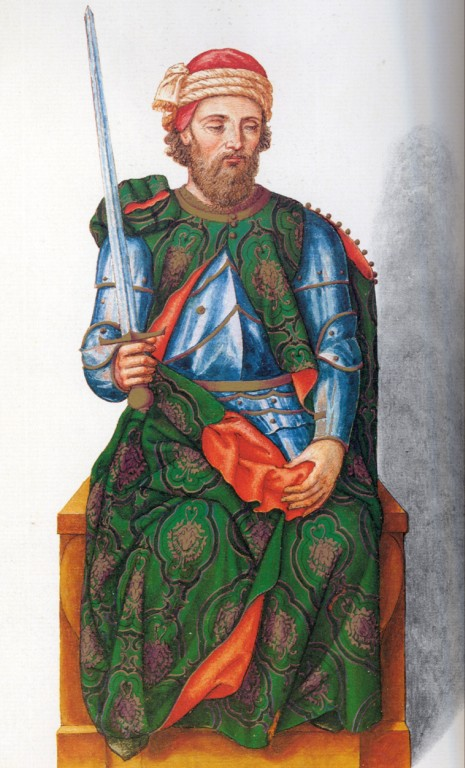
Enric II, fill d'Alfons XI i Elionor de Guzmán, i, instaurador de la dinastia Trastàmara

El 1369, després del regicidi de Montiel, el bastard es convertí en Enric II, instaurant la dinastia Trastàmara que, a través d'Àustries i Borbons, arriba als nostres dies. Del seu matrimoni amb Joana Manuela tingué tres fills: Joan, que heretà la corona; Elionor, que es casà amb Carles III de Navarra, i Joana. Del tron d'Enric brotaren, també, les branques dels ducs de Medinaceli, Nàjera, Béjar i Frias.
Frederic, mestre de l'orde de Sant Jaume, va viure des d'infant enganxat a l'asberg del seu bessó Enric, i fou no poques vegades la seva veu i el seu mandatari. Ho pagaria amb la seva vida, a mans del germanastre Pere. A la seva mort, deixà tres fills: Alfons, Pere i Elionor, caps visibles dels ducs d'Alba i de Benavente, comtes de Lemos i marquesos de Priego.
Tello (Tello de Castella) fou, potser, el més polític dels germans. Home de conducta controvertida, des de la seva cèlebre contesta al rei Pere quan li comunicà la mort de la seva mare: «Señor yo non he otro nin otra madre, salvo que vuestra merced», gaudiria del senyoriu de Biscaia pel seu matrimoni amb Juana Núñez de Lara. Tingueren dos fills: Pere i Maria; ell fou cap dels marquesos d'Aguilar de Campoo, i ella, dels ducs de l'Infantat i dels Alburquerque. Tello fugí del seu germà a Anglaterra, però no va poder evitar que la seva esposa caigués presonera i morís a la presó. Quan, el 1369, Enric aconseguí la corona, Tello recuperà el senyoriu de Biscaia, el qual havia estat ostentat per Pere el Cruel durant un any. Retirat junt a la frontera portuguesa, morí a Medellín (Badajoz) a l'edat de quaranta-tres anys.
De Sanç (Sanç de Castella), només ens resta el record d'una transacció matrimonial acordada pel seu germà Enric amb el rei de Portugal, per la qual Sanç es casà amb la princesa Beatriu, germana del monarca lusità. Fruit d'aquest matrimoni, fou l'anomenada ricahembra Elionor que, ensems, va contraure matrimoni amb el seu nebot Ferran d'Antequera, rei d'Aragó i Catalunya i avi del rei Ferran el Catòlic.
Joana, casada amb Ferran de Castro, germà de la famosa Agnès de Castro, fou repudiada a causa, probablement, de diferències polítiques: ell s'uní al bàndol de Pere I i ella, al del seu germà Enric. Joana es tornà a casar amb el cavaller aragonès Felipe de Castro, i d'aquest matrimoni nasqué Elionor de Castro, senyora de Rioseco, que arribà a ser abadessa de les clarisses del palau de Tordesillas. Morí molt longeva, ja que es conserven cartes seves datades el 1410 i 1411.
Ferran, en algun moment de la seva vida senyor de Ledesma, morí sent un infant.
Destí espantós el dels més petits, Joan i Pere, assassinats per ordre de Pere I, quan només contaven catorze i setze anys.

## Spirto gentil
El 2 de desembre de 1840, Gaetano Donizetti estrenà a París la seva òpera La favorita, coneguda a Itàlia com a Leonora de Guzmán, ja que l'amant d'Alfons XI sembla que inspirà llunyanament l'argument. En realitat, a part de l'època, noms i llocs, en res s'assembla el llibret a la biografia.
Al marge de la historicitat, La favorita ha gaudit de gran acceptació des de llavors, i és una de les obres del bel canto que encara gaudeix de l'estima del públic. D'aquesta, dues àries del tenor són especialment celebrades: Una vergine, un angel di Dio i Spirto gentil.
La favorita ha estat sempre ben acollida a l'estat espanyol, i se'n recorda especialment una representació davant d'Alfons XII i Maria Cristina d'Habsburg-Lorena, que fou la font de murmuració de tot Madrid. Encarnava el personatge d'Elionor de Guzmán, Elena Sanz, la gran soprano que durant una dècada fou l'amant del rei, amb el qual va tenir dos fills.

## Descendència
A partir de 1329, es va convertir en l'amistançada del rei Alfons XI de Castella, amb el qual tingué:
- l'infant Pere Alfons de Castella (1330-1338), senyor d'Aguilar de Campoo
- la infanta Joana Alfons de Castella (1330-1375), senyora de Trastàmara
- l'infant Sanç Alfons de Castella (1331-1343), senyor de Ledesma
- l'infant Enric II de Castella (1333-1379), rei de Castella i rei de Lleó
- l'infant Frederic Alfons de Castella (1333-1358), germà bessó de l'anterior, mestre de l'orde de Sant Jaume i senyor d'Haro
- l'infant Ferran Alfons de Castella (1336-d 1342), senyor de Ledesma
- l'infant Tello de Castella (1337-1370), senyor d'Aguilar de Campoo
- l'infant Joan Alfons de Castella (1341-1359), senyor de Badajoz i Jerez de la Frontera
- l'infant Sanç de Castella (1342-1374), comte d'Alburquerque
- l'infant Pere de Castella (1345-1359)[1]